# 赵仁恺
赵仁恺（1923年2月16日—2010年7月29日），出生于江苏省南京市，中国核动力工程专家，曾参与开拓中国核潜艇的研制领域。

## 生平
1946年毕业于中央大学机械工程系。
1950年代參加了中国核潛艇自主化工作，開始曾主持核反應推研製工作，文革期間受到衝擊，所幸受到彭士禄保护，此後配合彭士禄進行核潜艇核反应堆研制工作。赵仁恺和同事们作为第一批拓荒者从北京来到四川大山沟里建立核潜艇动力装置陆上模式堆基地，在极为艰苦的条件下克服种种困难，最终成功建成核潜艇动力装置，为中国首艘核潜艇下水作出巨大贡献。
1979年，被任命为中国核潜艇工程副总设计师（总设计师为彭士禄，另两位副总设计师为黄纬禄、黄旭华）。
1988年在南海参与核潜艇深水试验，第一次实际潜深近200米，已经创造了中国核潜艇交付后的下潜纪录；第二次深潜试验下潜到230米后，艇内陆续发出令人毛骨悚然的“咔、咔”响声，潜艇与水面指挥艇之间的通讯一度中断，在如此危险的深潜环境中，赵仁恺与同事们完成了中国第一艘核潜艇研究论证和试验试航等工作的所有关键步骤。他十分重視安全運行，晚年他對於四十年來動力系統沒有出現重大事故感到自豪。
1991年当选为中国科学院院士（学部委员），1994年选聘为中国工程院院士。